# Bayera
Bayera – polski zespół muzyczny wykonujący muzykę z pogranicza disco polo oraz dance. 

## Historia
Zespół został założony w 2014 roku przez Radosława Kudelskiego. Początkowo zespół zdobył popularność w serwisie YouTube, gdzie teledyski znajdujące się na jego oficjalnym profilu zostały wyświetlone ponad 250 mln razy (stan na luty 2022 roku).

## Dyskografia
Single
| 2015                        | „Całuj mnie”              | –  | – | – | - złota płyta        |
| 2015                        | „Przy tobie budzić się”   | –  | – | – | - złota płyta        |
| 2015                        | „Słodko gorzka”           | –  | – | – | - platynowa płyta    |
| 2015                        | „Tylko taka jak ta”       | –  | – | – | - platynowa płyta    |
| 2016                        | „Nie wiem jak”            | –  | – | – | - 2× platynowa płyta |
| 2017                        | „Ta szalona dziewczyna”   | –  | – | – | - platynowa płyta    |
| 2017                        | „Usta twe”                | –  | – | – | - złota płyta        |
| 2017                        | „Bez Ciebie nie mogę żyć” | –  | – | – | - platynowa płyta    |
| 2018                        | „Zakochany chłopak”       | –  | – | – | - platynowa płyta    |
| 2018                        | „Obrączki szczerozłote”   | 75 | – | – | - 3× platynowa płyta |
| 2019                        | „Wyjątkowa miłość”        | –  | – | – | - platynowa płyta    |
| 2019                        | „Popłyniemy”              | 90 | – | – | - 3× platynowa płyta |
| 2019                        | „Ma królewno”             | –  | – | – | - złota płyta        |
| 2020                        | „Bo z Tobą”               | –  | – | – | - złota płyta        |
| 2020                        | „Do samego rana”          | –  | – | – | - złota płyta        |
| 2021                        | „Lalę poznałem”           | –  | – | – | - złota płyta        |
| „–” singel nie był notowany |                           |    |   |   |                      |